# Tingena pallidula
Tingena pallidula är en fjärilsart som först beskrevs av Alfred Philpott 1924a.  Tingena pallidula ingår i släktet Tingena och familjen praktmalar. Inga underarter finns listade i Catalogue of Life.